# منظمة بيئية
المنظمة البيئية (بالإنجليزية: Environmental organization)‏: هي منظمة تسعى لحماية، وتحليل، ورصد البيئة من التدهور أو إساءة استخدامها.
في هذا المعنى قد تشير البيئة إلى بيئة فيزيائية حيوية، أو بيئة طبيعية أو بيئة مبنية. ويمكن للمنظمة أن تكون خيرية، أو جمعية ثقة، أو منظمة غير حكومية أو مؤسسة حكومية. يمكن للمنظمات البيئية أن تكون عالمية، أو وطنية، أو إقليمية، أو محلية.